# Atenágoras I
Atenágoras I, de nombre Aristokles Spirou (Vasilikón, 25 de marzo de 1886-Estambul, 7 de julio de 1972) Prelado ortodoxo fue Patriarca de Constantinopla desde el 1 de noviembre de 1948 hasta su muerte.

## Biografía
Cursó estudios teológicos en la Facultad de Halki, en la actual isla Heybeliada,Turquía. Al finalizar la carrera eclesiástica, prestó sus servicios como diácono y más tarde como secretario general de la diócesis de Atenas. En 1925 fue designado metropolita (arzobispo) de Corfú, y en 1937 fue elevado a la sede arzobispal ortodoxa de Nueva York, con jurisdicción espiritual sobre todos los ortodoxos griegos de América, con título de metropolita para todo el continente.
Desempeñó este cargo durante once años, haciéndose célebre por su forma de gobernar a todas esas comunidades. Sus continuos viajes, su trato con las más diversas denominaciones cristianas y sus contactos con la Iglesia católica alentaron en él un sincero deseo de diálogo entre los cristianos de Oriente y Occidente.
Su nombre comenzó a sonar internacionalmente a partir de 1948, cuando fue elegido Patriarca Ecuménico de Constantinopla. Desde ese momento, se vio más cerca la unión de todos los cristianos. Para ello, fortaleció la unión interna entre las mismas comunidades bizantino-esclavenas y se ocupó de la preparación y reunión de diversas asambleas pan-ortodoxas, como las de Rodas en 1961 y 1963, para tratar sobre los observadores que se enviaron al Concilio Vaticano II en un espíritu de diálogo y concordia.
La amistad que mantuvo con Juan XXIII, desde cuando éste era delegado apostólico en Turquía y en Grecia; Cuando fue elegido Papa, multiplicaron las relaciones entre ambas iglesias, católica y ortodoxa.

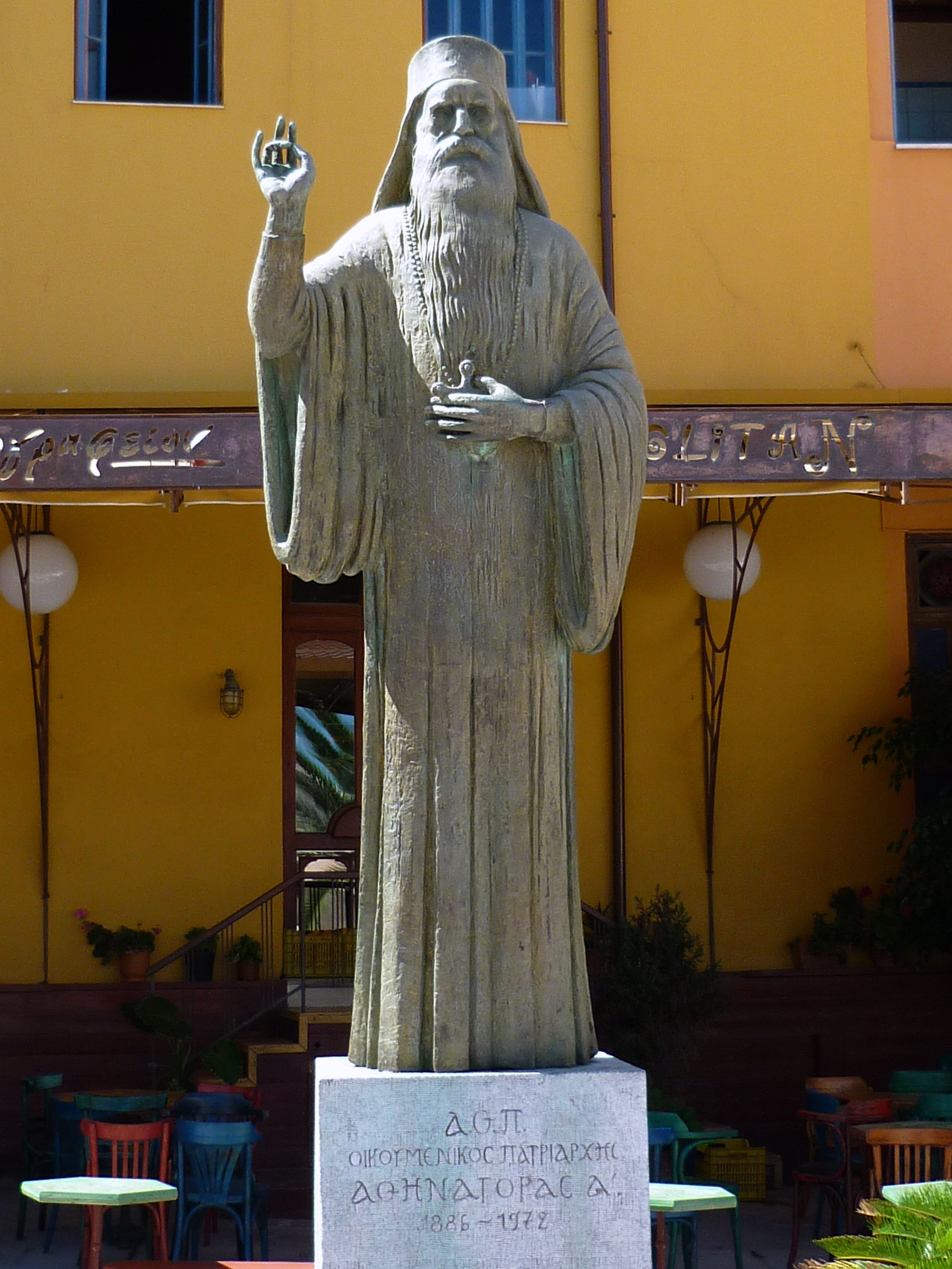
Estatua de Atenágoras I en La Canea.

Durante su patriarcado se reunió en tres ocasiones con el papa Pablo VI. El primer encuentro tuvo lugar en 1964 en Jerusalén,  y constituyó el primer encuentro entre los primados de ambas Iglesias desde 1439. Como resultado de aquel acercamiento histórico, en una declaración conjunta efectuada el 7 de diciembre de 1965, Pablo VI y Atenágoras I decidieron «[...] cancelar de la memoria de la Iglesia la sentencia de excomunión que había sido pronunciada [...]» en ocasión del Cisma de Oriente y Occidente, es decir, se acordó revocar los decretos de excomunión mutua lanzados en el Gran Cisma de 1054.
Posteriormente, Pablo VI y Atenágoras I volvieron a reunirse en 1967 en Estambul y en la Ciudad del Vaticano.